# Conviction (Fernsehserie, 2016)
Conviction ist eine US-amerikanische Dramaserie. Die Hauptrolle der Serie spielte Hayley Atwell.
Die Erstausstrahlung der Serie erfolgte am 3. Oktober 2016 beim Sender ABC, jedoch wurde schon Anfang November selbigen Jahres bekannt gegeben, dass die Serie aufgrund ungenügender Einschaltquoten, nicht über die ohnehin bestellten 13 Episoden hinaus kommen wird, was schon zu diesem Zeitpunkt einer faktischen Absetzung entsprach. Eine offizielle Bestätigung dieser erfolgte im Mai 2017.
Eine deutschsprachige Erstausstrahlung erfolgte ab 8. August 2018 im Spätabendprogramm des Senders VOX.

## Inhalt
Die teils zu schwereren Straftaten neigende, ehemalige First Daughter Hayes Morrison, Tochter eines US-Präsidenten, wird vom ihr bekannten Staatsanwalt Conner Wallace erpresst, die Conviction Integrity Unit zu leiten, anstatt für ihre Vergehen verurteilt zu werden. Diese ist eine Abteilung des New York County Bezirksstaatsanwalts, bestehend aus Anwälten, Detektiven und forensischen Experten, die Fälle überprüfen, in denen der Verdacht einer unrechtmäßigen Verurteilung besteht. Das Team hat jeweils nur fünf Tage, um jeden Fall zu prüfen und die Unschuld des Beklagten bzw. Verurteilten zu beweisen.

## Besetzung und Synchronisation
Die Synchronisation der Serie wurde bei der Film- & Fernseh-Synchron unter Dialogregie von Madeleine Stolze erstellt.
| Rolle                   | Schauspieler    | Synchronsprecher  |
| ----------------------- | --------------- | ----------------- |
| Hayes Morrison          | Hayley Atwell   | Stephanie Kellner |
| Conner Wallace          | Eddie Cahill    | Benjamin Völz     |
| Sam Spencer             | Shawn Ashmore   | Oliver Scheffel   |
| Maxine Bohen            | Merrin Dungey   | Madeleine Stolze  |
| Tess Larson             | Emily Kinney    | Farina Brock      |
| Franklin „Frankie“ Cruz | Manny Montana   | Patrick Roche     |
| Jackson Morrison        | Daniel Franzese |                   |

## Episodenliste
| Nr. | Deutscher Titel      | Originaltitel                   | Erstausstrahlung USA | Deutschsprachige Erstausstrahlung (D) | Regie             | Drehbuch                                                            |
| --- | -------------------- | ------------------------------- | -------------------- | ------------------------------------- | ----------------- | ------------------------------------------------------------------- |
| 1   | Der Deal             | Pilot                           | 3. Okt. 2016         | 8. Aug. 2018                          | Liz Friedlander   | Liz Friedman Idee: Liz Friedman & Liz Friedlander                   |
| 2   | Nachts im Park       | Bridge and Tunnel Vision        | 10. Okt. 2016        | 15. Aug. 2018                         | Rob Seidenglanz   | Liz Friedman & Liz Friedlander                                      |
| 3   | Der Anschlag         | Dropping Bombs                  | 17. Okt. 2016        | 22. Aug. 2018                         | Liz Friedlander   | Thomas L. Moran                                                     |
| 4   | Mutterliebe          | Mother’s Little Burden          | 24. Okt. 2016        | 29. Aug. 2018                         | Paul Holahan      | Samantha Corbin-Miller                                              |
| 5   | Aus gutem Hause      | The 1% Solution                 | 7. Nov. 2016         | 5. Sep. 2018                          | Scott Hornbacher  | Steve Lichtman                                                      |
| 6   | Zwischen den Stühlen | #StayWoke                       | 14. Nov. 2016        | 12. Sep. 2018                         | Christine Moore   | Lynne E. Litt & Jewel McPherson                                     |
| 7   | Drei Brüder          | A Simple Man                    | 21. Nov. 2016        | 19. Sep. 2018                         | Brad Turner       | Simran Baidwan                                                      |
| 8   | Zehn Jahre später    | Bad Deals                       | 28. Nov. 2016        | 26. Sep. 2018                         | John Stuart Scott | Eduardo Javier Canto & Ryan Maldonado                               |
| 9   | Todesurteil          | A Different Kind of Death       | 5. Dez. 2016         | 3. Okt. 2018                          | Andrew McCarthy   | Lynne E. Litt                                                       |
| 10  | Selbstjustiz         | Not Okay                        | 1. Jan. 2017         | 10. Okt. 2018                         | Jan Eliasberg     | Thomas L. Moran & Simran Baidwan                                    |
| 11  | Schwarze Orchidee    | Black Orchid                    | 8. Jan. 2017         | 17. Okt. 2018                         | Metin Hüseyin     | Samantha Corbin-Miller & Steve Lichtman                             |
| 12  | Unter Verschluss     | Enemy Combatant                 | 15. Jan. 2017        | 24. Okt. 2018                         | Paul Edwards      | Eduardo Javier Canto & Ryan Maldonado                               |
| 13  | In eigener Sache     | Past, Prologue & What’s to Come | 29. Jan. 2017        | 24. Okt. 2018                         | Liz Friedlander   | Vincent Angell, Liz Friedman & Liz Friedlander Idee: Vincent Angell |